# چاه دروا
چاه دروا یکی از روستاهای بزرگ از توابع بخش گله دار در شهرستان مهر در استان فارس می‌باشد. کشاورزی و تجارت و اشتغال در پتروشیمی های پارس جنوبی از جمله شغل بیشتر مردم این روستا است.
دین مردم این روستا اسلام است 98% مردم این روستا از اهل تشییع هستند عزاداری سیدسالار شهیدان اباعبدالله الحسین در این روستا زبان زد خاص و عام است
جمعیت این روستا ۱۴۰۰ نفر است